# الحملات الإمبراطورية الأولى في جرمانيا

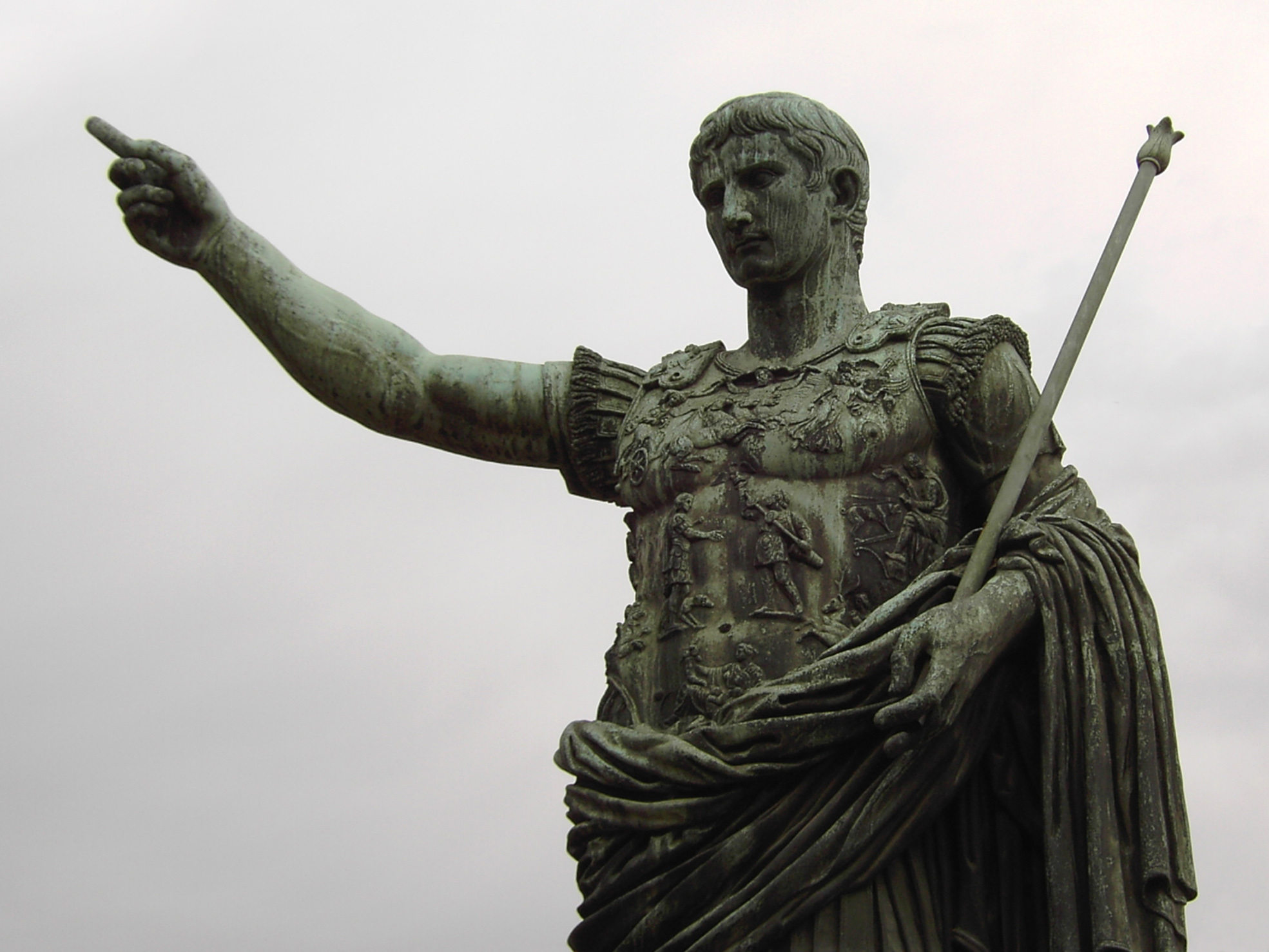
تمثال روماني لأغسطس.

كانت الحملات الإمبراطورية الأولى في جرمانيا (12 قبل الميلاد – 16 م) سلسلة من الصراعات بين القبائل الجرمانية والإمبراطورية الرومانية. بدأت التوترات بين القبائل الجرمانية والرومان في وقت مبكر من عام 17 قبل الميلاد مع معركة كلاديس لوليانا حيث هزمت قبائل سوغامبري وأوسيبيتيس وتينكتيري الفيلق الخامس الذي كان تحت قيادة ماركوس لوليوس. تمثّل رد إمبراطور روما أغوستوس بتطوير سريع لبنية تحتية عسكرية على امتداد بلاد الغال. بدأ جنراله، نيرو كلاوديوس دروسوس، ببناء حصون على طول نهر الراين في عام 12 قبل الميلاد وشن حملة انتقامية على امتداد النهر في عام 12 قبل الميلاد.
قاد دروسوس ثلاث حملات أخرى ضد القبائل الجرمانية بين عامي 11 و9 قبل الميلاد. وفي ما يتعلق بحملة عام 10 قبل الميلاد، احتُفي به بصفته الروماني الذي سافر باتجاه أقصى الشرق إلى شمال أوروبا. وسيواصل خلفاؤه من الجنرالات هجومهم عبر نهر الراين حتى عام 16 م، وكان أبرزهم بوبليوس كوينكتيليوس فاروس في عام 9 م. خلال رحلة العودة من حملته، تعرض فاروس للخيانة من قبل أرمينيوس، الذي كان حليفًا لروما وزعيمًا للشيروسيين. ونتيجة لذلك توقف التوسع الروماني في جرمانيا مانيا، وجميع الحملات التي تلته كانت ثأرًا لمعركة كلاديس فاريانا ولإثبات أن الجيش الروماني كان ما يزال قادرًا على إخضاع الأراضي الجرمانية. كان جيرمانيكوس، الابن المتبنى للإمبراطور تيبيريوس، والذي كان قد شن في عام 16 م الحملة العسكرية الكبرى النهائية لروما ضد جرمانيا، آخر جنرال يقود القوات الرومانية في الإقليم خلال تلك الفترة. وستتوقف الإمبراطورية الرومانية عن شن أي غزو آخر لجرمانيا حتى عهد ماركوس أوريليوس (حكم بين عامي 161-180) خلال الحروب الماركومانية.

## الخلفية
في عام 27 قبل الميلاد، تولى أغوستوس السلطة وأُرسل أغريبا لسحق الانتفاضات في الغال الرومانية. هُرّبت الأسلحة خلال انتفاضات الغال الرومانية من جرمانيا إلى بلاد الغال على طول نهر الراين لدعم التمرد. في تلك الفترة، كان حضور الجيش الروماني في بلاد الراين محدودًا وكانت العمليات العسكرية القليلة التي قام بها عمليات تأديبية لمعاقبة المنتهكين. أوليت أهمية أكبر لتأمين بلاد الغال ولسحق أي علامات للمقاومة هناك. بعد تهدئة بلاد الغال، أجريت تحسينات كان من بينها تحسينات أدخلها أغريبا على شبكة الطرق الرومانية في عام 20 قبل الميلاد. زادت روما من حضورها العسكري على الراين وبُنيت حصون عديدة هناك بين عامي 19 و17 قبل الميلاد. كان أغوستوس يعتقد أن الإزهاد المستقبلي للإمبراطورية يعتمد على توسيع حدودها، وباتت جرمانيا الهدف التالي للتوسع الإمبراطوري.
بعد أسر وإعدام جنود رومان شرق الراين في عام 16\17 قبل الميلاد، عبرت قبائل سوغامبري وأوسيبيتيس وتينكتيري النهر وشنت هجومًا على وحدة سلاح الفرسان الروماني. وبشكل غير متوقع، اعترض طريقهم الفيلق الخامس بقيادة ماركوس لوليوس الذي تمكنوا من هزمه واستولوا على صقره. أقنعت هذه الهزيمة أغوستوس بإعادة تنظيم حضوره العسكري في بلاد الغال بهدف تحضير الإقليم لحملات عبر نهر الراين. وسرعان ما تسبب هجوم شنه لوليوس وأوغوستوس بانسحاب الغزاة إلى جرمانيا والسعي وراء السلم مع روما.
منذ عام 16 قبل الميلاد حتى عام 13 قبل الميلاد، كان أوغوستوس ناشطًا في بلاد الغال. وتحضيرًا للحملات القادمة، أسس أوغوستوس دارًا لسك العملة في لوغدونوم (ليون) في بلاد الغال لتوفير وسائل سك النقود لدفع أجور الجنود ونظّم إحصاءًا لتحصيل الضرائب في بلاد الغال، ونسق إنشاء قواعد عسكرية على الضفة الغربية من الراين.

## الحملات قبل معركة كلاديس فاريانا

### حملات دروسوس
عُين نيرو كلاوديوس دروسوس، وهو جنرال خبير وربيب لأغوستوس، حاكمًا لبلاد الغال في عام 13 قبل الميلاد. شهد العام التالي انتفاضة في بلاد الغال ردًا على الإحصاء الروماني والسياسة الضريبية التي فرضها أغوستوس. وخلال معظم العام التالي أجرى استبيانًا وتصدى لمسألة المؤن والاتصالات. وأمر أيضًا ببناء حصون عديدة على طول نهر الراين، من بينها:
- أرغينتوراتوم (ستراسبورغ، فرنسا)
- موغونتياكوم (ماينز، ألمانيا)
- كاسترا فيتيرا (كسانتن، ألمانيا)

في البداية شارك دروسوس في حرب أعقبت توغل قبيلتي سوغامبري وأوسيبيتيس داخل الغال. صد دروسوس الهجوم ومن ثم شن هجومًا انتقاميًا عبر نهر الراين. كان ذلك بداية ل28 عامًا من الحملات التي شنتها روما عبر نهر الراين السفلي.
عبَر دروسوس مع جيشه نهر الراين وغزا أرض قبيلة أوسيبيتيس. ومن ثم توجه شمالًا مستهدفًا قبيلة سيكامبري ونهب أراضيها. سافر عبر نهر الراين ونزل في ما يُعرف اليوم بهولندا، وغزا الفريزيين الذين خدموا من تلك اللحظة في جيشه كحلفاء. ومن ثم شن هجومًا على قبيلة شاوكي التي كانت تعيش في شمالي غرب ألمانيا في ما يُعرف اليوم بسكسونيا السفلى. مع اقتراب فصل الشتاء، عبر الراين مجددًا عائدًا إلى روما.
في الربيع التالي، بدأ دروسوس حملته الثانية على امتداد الراين. أخضع قبيلة أوسيبيتيس أولًا ومن ثم سار شرقًا باتجاه نهر فيسورغيس (نهر فيسر). بعد ذلك عبر إقليم شيروسي الذي كان يمتد من إمس حتى إلبه واتجه حتى أقصى شرق فيسر. كان هذا أقصى شرق في شمال أوروبا يقطعه جنرال روماني في أي وقت، وهو إنجاز منحه شهرة كبيرة. بين الإمدادات المستنفدة والشتاء القادم، قرر دروسوس العودة إلى إقليم صديق. في رحلة العودة، كانت فيالق دروسوس مدمرة تقريبًا من قبل محاربين جرمانيين استغلوا التضاريس لمضايقتهم.
في السنة التالية كان دروسوس قد عُين قنصلًا، وصُوّت على إغلاق أبواب معبد يانوس، في إشارة إلى أن السلام بات يعم الإمبراطورية. ومع ذلك، لم يدم السلام طويلًا، إذ إنه في ربيع عام 10 قبل الميلاد، شن من جديد حملة عبر نهر الراين وأمضى معظم العام يشن هجمات على قبيلة تشاتي. في حملته الثالثة، غزا تشاتي وقبائل جرمانية أخرى ومن ثم عاد إلى روما. كما كان قد فعل في السابق، عاد دروسوس إلى روما في نهاية موسم الحملة.
في عام 9 قبل الميلاد، بدأ حملته الرابعة، كقنصل هذه المرة. وعلى الرغم من علامات الشؤم، شن دروسوس هجومًا آخر على تشاتي ووصل إلى إقليم سويبي، 'ليقهر بصعوبة الإقليم المعبور ويهزم القوات التي لم تهاجمه سوى بعد سفك كبير للدماء'. بعد ذلك، شن من جديد هجومًا على شيروسي وطارد الشيروسيين المنحسبين عبر نهر فيسر، وواصل تقدمه حتى إلبه، «ناهبًا كل ما صادفه في طريقه» بحسب وصف كاسيوس ديو. يتحدث أوفيد عن أن دروسوس وسع سيادة روما على أراض جديدة كانت قد اكتُشفت مؤخرًا. في طريق عودته إلى نهر الراين سقوط دروسوس من على حصانه وأصيب بجروح بالغة. تعرضت إصابته لعدوى خطيرة وبعد ثلاثين يومًا مات دروسوس إثر المرض، الذي كان من المرجح أنه الغنغرينا. حين علم أوغوستوس بمرض دروسوس، أرسل تيبيريوس للذهاب إليه بسرعة. يقول أوفيد أن تيبيريوس كان في مدينة بافيا في ذلك الوقت، وحين علم بحالة أخيه قاد حصانه ليكون بجانب أخيه المحتضر. وصل في الوقت المناسب، إلا أنه لم يمض وقت طويل قبل أن يلفظ دروسوس أنفاسه الأخيرة.